# بكا هالونن

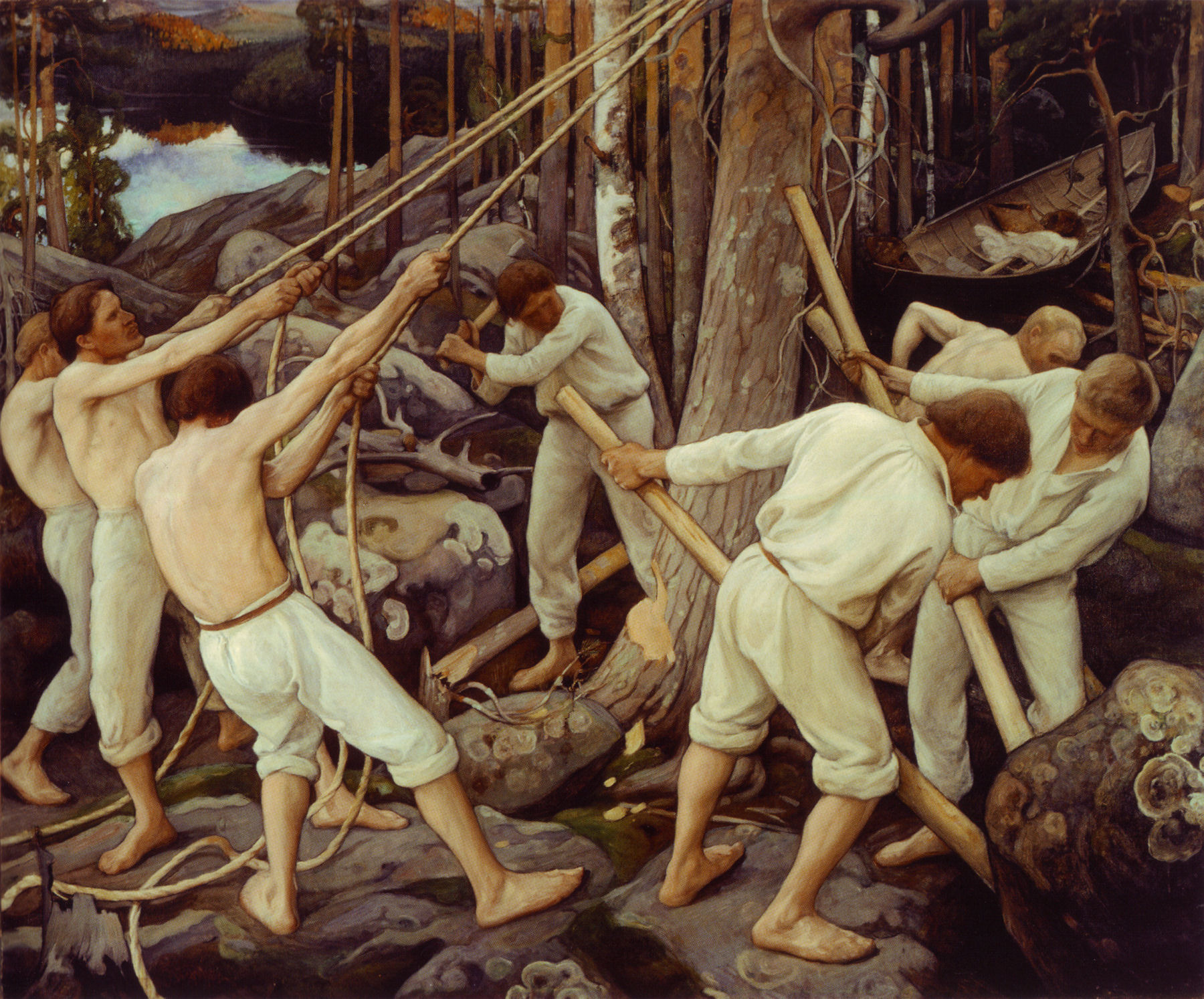
الرواد في كاريليا، لوحة زيتية بريشة بكا هالونن.

بكا هالونن (Pekka Halonen؛ 23 سبتمبر 1865 - 1 ديسمبر 1933) رسام للبشر ومناظر طبيعية فنلندية. ولد في لابنلهتي. عاش مع أسرته في منزل واستوديو على بحيرة توسولا في مدينة يارفنبا، وقد كان صممه بنفسه وأسماه هالوسنييمي. المبنى الجميل والهادئ هو الآن متحف يضم المفروشات الأصلية وفن هالونن الخاص على الجدران. هناك، على ضفاف بحيرة توسولا حيث أقام بكا هالونن، نشأ وازدهر مجتمع فني، ساعد على تنمية الشعور بالهوية الوطنية الفنلندية. وقد صمم هالوسنييمي باثنين من استوديوهات بسقف عالي ونوافذ طويلة في الاستوديو ويمكن الوصول لطابق المعيشة الثاني عبر السلالم وبه شرفة تشرف على الاستوديو. بنى هالونن بجوار المنزل ساونا، وفي التقاليد الفنلندية تستخدم الساونا أيضاً كمغسلة. ذكر هالونن أنه لم يرسم لأحد إلا لنفسه. رأى بأنه «ينبغي للفن ألا يرج الأعصاب مثل ورق الصنفرة - بل أن يولد شعوراً بالسلام».
كان والده فلاح من لابنلهتي. درس هالونن في مدرسة جمعية الفنون للرسم في هلسنكي. في عام 1890 انتقل إلى باريس حيث درس في أكاديمية جوليان في وقت لاحق على يد بول غوغان. توفي في توسولا.
هنالك لوحة لبكا هالونن في قسم ما بعد الانطباعية في متحف الفنون الجميلة في بودابست المجرية. حتى مايو 2013 في متحف خرونينغر، هولندا: بكا هالونن، إيرو يارنيفلت، هيليني شييرفبك وأكسيلي غالن كاليلا في المعرض 'الفن الشمال: إن الاختراق الحديثة'.

## روابط خارجية
- بكا هالونن على موقع ميوزك برينز (الإنجليزية)
- بكا هالونن على موقع ديسكوغز (الإنجليزية)